# División Plantas Vasculares del Museo de La Plata
La División Plantas Vasculares (DPV) del Museo de la Plata, es una unidad dedicada a la realización de investigaciones científicas en el campo de la sistemática y taxonomía de plantas vasculares. La principal familia abordada es Asteraceae.

## Colección de la División Plantas Vasculares: el Herbario
El herbario (LP, sigla internacional) conserva una colección con alrededor de 400.000 ejemplares y es uno de los más grandes de América del Sur.  Las familias mejor representadas son las Asteraceae, Poaceae, Fabaceae y el grupo de las Pteridófitas.
Entre las colecciones más importantes, se destacan las de los botánicos Ángel L. Cabrera y Carlos L. Spegazzini, como así también las de Nicolás Alboff, Augusto Scala y Lorenzo Parodi. En cuanto a las colecciones especiales que alberga este herbario se destacan los aproximadamente 5000 tipos nomenclaturales, y además se encuentran depositados los ejemplares de referencia utilizados para la confección de la Flora de la Provincia de Buenos Aires y parte de la Flora de la Provincia de Jujuy y de la Flora Patagónica.

## Historia
En 1887, poco después de la fundación del Museo de La Plata, se crea la primera Sección de Botánica a cargo de C. L. Spegazzini, el cual realizó varios viajes de colección, especialmente por la Patagonia Argentina, siendo una de las primeras colecciones del herbario. Posteriormente, en 1897, Nicolás Alboff, queda a cargo de la Sección de Botánica, enriqueciendo el herbario con sus primeras colecciones en las provincias de Buenos Aires (Sierra de la Ventana), Tierra del Fuego, Corrientes, Misiones y países limítrofes como Paraguay. En 1924, Augusto Scala asume como jefe de la Sección, el cual mediante tanto a su actividad como colector y a la adquisición de ejemplares de coleccionistas tales como Saturnino Venturi, aumentó la colección del herbario con cerca de 4000 ejemplares. Otras colecciones destacadas de esa época son las colecciones de  Carlos Berg, Carlos Ameghino, Otto Kuntze, Carlos Bruch y R. A. Philippi. En 1933, Lorenzo R. Parodi, asume el cargo de jefe del Departamento Científico de Plantas Vasculares, dividiéndolo en secciones a cargo de América del Pilar Rodrigo, Genoveva Dawson y Delia Abbiatti; este período fue muy importante, ya que todas las plantas del herbario fueron montados en cartulinas y ordenados por familias según el sistema filogenético de Adolf Engler. El período que abarca desde 1946 a 1975, Ángel Lulio Cabrera, discípulo de L.R. Parodi, asume como nuevo jefe del Departamento; este período constituyó una época de oro, ya que se sentaron las bases para muchos proyectos de investigación, como la realización de la Flora de la Provincia de Buenos y la Flora de la Provincia de Jujuy. Por otro lado, debido a los numerosos viajes realizados por el Dr. Cabrera a diferentes puntos del país y países limítrofes, la colección del herbario se enriqueció notablemente, elevando el número de especímenes a casi medio millón. Cabe destacar, que Cabrera dirigió diversos discípulos que han aportado a la colección del herbario y a su calidad científica como Humberto A. Fabris (también director del Museo de La Plata, entre 1972-1973). Entre 1975 y 1977, Aída Pontiroli, se hace cargo de la jefatura del DPV, y luego, en el período que abarca de 1977-1991, Elías Ramón de la Sota, la sustituye, dando un enorme prestigio internacional al herbario y un aumento cuali y cuantitativo en las colecciones de Pteridofitas.
Es de destacar los varios investigadores y técnicos que dieron paso por la DPV como, Ana Manganaro, Maria M. Job, Frida C. Gaspar de Escalante, Elisa Hirschhorn, Helga Schwabe, Fernando Zuloaga, Roberto Kiesling, Elsa M. Zardini, CaroIa R. Volponi, Delia Añón Suárez, Maria Cristina Orsi y Jorge L Frangi. Como técnicos se destacaron en su paso por el herbario Pedro Boffa, Albino Chicchi, Hugo Gebhard, Maria Teresa Cabrera, José M. Marchionni, Nelly Vittet y Osvaldo Bottino.

## Colecciones especiales
La colección del herbario del DPV se encuentra dividida en una colección histórica con alrededor de 30.000 ejemplares coleccionados entre 1880 y 1900; una de ejemplares tipos, con alrededor de 5.000; y por último, por una colección general, con alrededor de 375.000 ejemplares.
Existen publicaciones en las cuales se dan a conocer los ejemplares tipo de algunas familias depositados en el herbario LP: Cactaceae, Caryophyllaceae y Fabaceae.